# Kamica ślinianek
Kamica ślinianek (łac. sialolithiasis) – choroba polegająca na tworzeniu się w wyniku zaburzeń w wytwarzaniu śliny złogów (tzw. „kamieni”) w obrębie ślinianki lub jej przewodu.

## Epidemiologia
Kamica jest najczęstszą chorobą dużych ślinianek. Mężczyźni chorują dwukrotnie częściej niż kobiety. Chorują najczęściej osoby powyżej 40. roku życia.
W około 85% przypadków kamica występuje w śliniance podżuchwowej (jedynie 2% dotyczy małych gruczołów ślinowych), zwykle jednostronnie (75%). Wynika to z uwarunkowań anatomicznych:
- przewód wyprowadzający ślinianki podżuchwowej jest długi (ma ok. 5,5 cm) i wąski (2-4 mm średnicy)[1]
- przewód zagina się dwukrotnie, w tym raz ku górze pod kątem prostym[1]
- ślina musi pokonać siłę grawitacji[1]
- ślina ślinianki podżuchwowej zawiera dużo wapnia (2× więcej niż przyusznicy), dużo mucyn, jest bardziej lepka niż przyusznicy i ma wyższe pH[1].

Kamienie ślinowe mogą przybierać różne kształty i rozmiary (2 mm do 2 cm), które zależą od składu chemicznego i umiejscowienia.

## Patogeneza
Przyczyny powstawania nie zostały jeszcze do końca poznane. Prawdopodobnie są one związane z wieloma czynnikami, m.in. poziomem elektrolitów w organizmie oraz z dietą. Duże znaczenie mają też zastój śliny, stany zapalne ślinianki i zwężenia przewodu wyprowadzającego. 
Kamienie powstają wokół inicjujących ognisk organicznych (nidus) składających się głównie ze zmienionego śluzu, złuszczonych komórek nabłonka, białka i mikroorganizmów. Wokół tego jądra krystalizują warstwowo fosforany i/lub węglany wapnia, tworząc żółto-białe okrągłe lub owalne kamienie.

## Skład kamieni śliniankowych
- fosforan wapnia (75,97%)
- fosforan magnezu (3,77%)
- węglan wapnia (3.2%)
- związki organiczne[3].

## Objawy
Małe kamienie mogą nie dawać żadnych dolegliwości. Natomiast większe kamienie mogą nawet zamykać światło przewodu wyprowadzającego. Objawy są niespecyficzne – ból (kolka ślinowa, występuje głównie podczas jedzenia i poruszania językiem), niedrożność przewodów, czasem powiększenie ślinianki (obrzęk narastający w trakcie i po posiłku). Bywa, że jest wyczuwalny jeden lub więcej kamieni.
Możliwe są zaostrzenia w postaci ropnego zapalenia (stany ropne), w tym przypadku ślinianka jest obrzęknięta i bolesna, także podczas palpacji. Mogą wystąpić takie zmiany reaktywne jak odczyn zapalny, metaplazja płaskonabłonkowa lub śluzowa, poszerzenie przewodów odprowadzających. Choroba może prowadzić nawet do całkowitego zniszczenia miąższu a dalej do martwicy i zwłóknienia.

## Rozpoznanie
W przypadku dużych kamieni czasem można je wykryć palpacyjnie. Diagnostyka dodatkowa opiera się m.in. na badaniach radiologicznych (RTG – sjalografia, TK, CBCT), jednak 40% kamieni przyusznicy i 20% ślinianki podżuchwowej nie daje cienia w promieniowaniu rentgenowskim. Stosuje się też badanie USG, jednak czułość w kamicy sięga ok. 80%.
Stosuje się również sialendoskopię oraz zgłębnikowanie przewodu ślinianki.

## Profilaktyka i leczenie
Leczenie polega na usunięciu kamienia z przewodu ślinianki, przy pomocy endoskopii lub litotrypsji. Powoduje to natychmiastowe ustąpienie dolegliwości bólowych. W przypadkach, gdy złogi są liczne wykonuje się całkowite usunięcie (resekcja) gruczołu ślinowego.
Nie istnieją szczególne sposoby zapobiegania kamieniom ślinowym.